# Гръцки протести (2010 – 2012)
Вълненията в Гърция (2010 – 2012) са ожесточени сблъсъци между ляворадикални и други групи, от една страна, и отрядите на полицията с особено назначение, от друга, ескалирани от икономическите рестрикции на правителството. Във вълненията, под формата на стачки и протести, вземат участие също и широки слоеве от обществото.

## История
Основна причина за протестите са икономическите рестрикции на правителството, които се налага да бъдат проведени, за да избегне страната държавен банкрут в резултат от финансовата криза в Гърция.

### Протести 2010 г.
След масовите безредици обхванали страната на 7 декември 2008 г. и протестите на 6 декември 2009 г., през 2010 г. започват първите големи социални вълнения, обхванали цяла Гърция и предизвикани от програмата на правителството да снижи бюджетния дефицит за годината до 8,7%.
На 24 февруари 2010 г. започва първата през годината общонационална стачка. Напълно е блокиран въздушния, железопътния и речния транспорт. Музеите са затворени. Започват безредици, при които полицията е принудена да употреби сълзотворен газ. В началото на март безредиците в Солун и Атина се повтарят. На 4 март в протестна акция при стълкновение с полицията пострадва националният герой Манолис Глезос, който получава изгаряне на роговицата на очите. Оттогава нататък властите се отказват от използване на сълзотворен газ срещу демонстрантите. През април протестите продължават с нова сила.
На 23 април за 2 дни е блокирано пристанището на Пирея – най-голямото пасажерско пристанище на Европа. На следващия ден държавните служители обявяват 24-часова общонационална стачка. В стачката вземат участие абсолютно всички държавни служители, включително преподавателите от средните и висшите училища, актьорите и съдебните състави. На 30 април в Атина се стига до улични сблъсъци между протестиращи и полиция. На 2 май 2010 г. 16 страни на Европейският съюз и МВФ се договарят да отпуснат финансова помощ на Гърция в размер на 110 млрд. евро (80 млрд. от ЕС и 30 млрд. от МВФ) при строго определени условия.
На 4 май 2010 г. започва национална стачка на държавните служители в отговор на правителствената програма за строги икономии. С активно участие в организирането на масови демонстрации и протестни акции се включват гръцките профсъюзи. Сутринта на същия ден около 100 члена на комунистическия профсъюз „Всеработнически фронт за борба“ организират протестна акция на Атинския Акропол. Те разпъват 2 големи плаката с лозунга „Ставайте, народи на Европа“ на английски и на гръцки. През деня става сблъсък между полиция и демонстранти на площад Синтагма. Стотина демонстранти замерват полицията пред Парламента с бутилки пълни с вода. В отговор полицаите използват сълзотворен газ. Вечерта 50 учители, застрашени от уволнение, се събират на протест пред държавната теле-радиокомпания ERT. След кратък сблъсък с полицията, няколко десетки демонстранти проникват в студията, където върви запис с министъра на образованието Ана Диамандопулу. Няколко демонстранти прекъсват прякото излъчване на новините в ефира.
По призива на Общата конфедерация на труда на 5 май 2010 г. към стачката се присъединяват работниците от частния сектор. Събитията от този ден се превръщат в масови безредици. Започват палежи и погроми в столицата Атина. По улиците излизат около 100 хиляди души. По време на протестите са подпалени банка Marfin Bank и министерството на икономиката на Гърция. В огъня загиват мъж и 2 жени (вкл. бременна) – банкови служители, а десетки са ранени. Стотици демонстранти хвърлят камъни по зданието на Парламента. По думи на очевидци, събралите се пред Парламента са между 30 и 40 хиляди души. Вълнения са регистрирани и в Солун. В резултат на сблъсъците пострадват и 29 полицаи. Задържани са 28 души, 12 от които са арестувани. При безредиците в Солун са задържани около 30 души.
На следващия ден профсъюзът на банковите служители на Гърция обявява 24-часова стачка в знак на протест срещу гибелта на тримата си колеги. Освен правителството, те обвиняват и ръководствата на търговските банки, които забраняват на служителите си да участват в общонационалната стачка. Съдебните медици установяват, че банковите служители са загинали от задушаване, а не от изгаряне. Гръцките профсъюзи осъждат вандализма и палежите по улиците по време на протестите. На площад Синтагма демонстрантите хвърлят срещу полицията камъни и подпалени кофи с боклук. Полицията използва сълзотворен газ. Пострадват 60 души, в това число 40 полицая, 70 манифестанти са задържани.
На 8 май Гръцката фармакологична асоциация обявява 48-часова стачка на предприятията в областта на фармакологията. На 12 май в Атина е проведена поредната стачка на служителите от държавния и частните сектори. На 15 май масови митинги в Атина провежда Гръцката комунистическа партия. На 20 май се състои четвъртата общонационална 24-часова стачка срещу измененията в пенсионната система. Според различни източници в стачката вземат участие около 40 хиляди души, а само в столицата са мобилизирани над 1700 полицаи.
На 13 май под стените на градския затвор в Атина се взривява мощно устройство. На 15 май в зданието на градския съд на Солун също е задействано взривно устройство. Нито една от действащите в страната терористични групировки не поема отговорност за взривовете. На 2 юни в клон на Piraeus Bank в знак на отчаяние се самозапалва 54-годишен мъж.
На 31 май гръцката морска федерация обявява 24-часова стачка, която се разпространява по всички пристанища на Гърция. На 3 юни се състои 24-часова стачка на транспортните работници, журналистите, юристите и нотариусите. На 5 юни в центъра на Атина митинг провеждат Федерациите на профсъюзите GSEE и ADEDI. На 11 юни се провежда 24-часова стачка на железничарите заради плановете на правителството да продаде 49% от държавната компания TRAINOSE без предварителни обсъждания със служителите на компанията. На 15 юни работниците от сферата на туризма провеждат 5-часова стачка. На 16 юни Генералната конфедерация на работниците на Гърция GSEE и Федерацията на държавните служители ADEDI провеждат нови протести на площад Клафтмонос в центъра на Атина срещу въвеждането на новата пенсионна система. Освен това стачкуват служителите на Атинското метро, радиото и телевизията.
През нощта на 23 юни се взривява самоделно взривно устройство в северния атински район Халандри. В същия ден стачкуващите блокират голямото средиземноморско пристанище Пирея. Протести се провеждат още в 50 други града на Гърция. Хиляди чуждестранни туристи са блокирани. Спрени са дори влаковете, но атинския аеропорт „Елефтериос Венизелос“ (прави какво?:). На 24 юни от взривна пратка загива адютантът на министъра на вътрешните работи Георгиос Василакис. Зад взрива вероятно стои групировката „Революционна борба“. На 29 юни е организирана 24-часова общонационална стачка от GSEE и ADEDI отново против измененията в пенсионната система. В нея вземат участие над 3 милиона работници от държавния и частните сектори. В края на юли собствениците на бензиновози блокират автомагистралите, като се обявяват против новия законопроект за либерализация на пазара за превоз на стоки, който е включен в пакета от условия на ЕС и МВФ.
В резултат на стачката Гърция се изправя пред транспортна криза. Затворена е всяка втора бензиностанция. Образуват се километрични опашки за зареждане на гориво. В резултат на надвисналата опасност Георгиос Папандреу приема решение за насилствено прекратяване на стачката. На 29 юли стават сблъсъци между полицията и стачкуващите. Полицията използва сълзотворен газ. На 30 юли над 10 гръцки профсъюза и обществени организации подават иск в съда за признаване на недействително споразумението с ЕС и МВФ. На 31 юли приключва стачката на собствениците на камиони.
На 8 и 9 септември започват 6-часови стачки служителите от крайградската железопътна мрежа и метрото. Исканията са за отказване на правителството от приватизация на отрасъла. На 10 септември към стачката се присъединяват и служителите от Солун. По време на церемонията по откриването на 75-ата Международна изложба, в знак на протест възрастен мъж хвърля обувка по посока на премиера Папандреу. Самата реч на премиера предизвиква вълна от критики, особено в средите на партия Нова демокрация.
На 13 септември 2010 г. стачка провеждат собствениците на камиони и бензиновози. За 24 часа спират работа железничарите и собствениците на камиони и бензиновози. Профсъюзът на транспортните работници се противопоставя на намерението на правителството да приватизира най-голямата монополна компания – „Организация на железопътната мрежа в Гърция“. Дълговете ѝ превишават 10 милиарда евро. Собствениците на бензиностанции са недоволни от ограничителния таван на цените на горивата, а работниците от отрасъла протестират против плановете на правителството да отмени закрития характер на професията и в бъдеще да дава на всички желаещи лицензии за товарен превоз. Стачката предизвика паническо търсене на бензин.
На 20 септември стачката на собствениците на автоцистерни, която продължава почти седмица, довежда до пълна парализа на шосейните превози в страната. От 27 до 29 септември включително железничарите провеждат стачка. Тя приключва едва на 1 октомври 2010 г. след няколко етапни преговори между властите и профсъюзите.
На 5 октомври 2010 г. се провежда 24-часова стачка на работниците от държавната радио и телекомпания ERT, изискващи от правителството подписване на колективен договор за наем.
На 6 октомври към стачниците се присъединяват студентите от Патра, Солун, Атина и остров Крит от което властите са силно обезпокоени.
На 7 октомври общонационална 24-часова стачка провеждат държавните служители – транспортни работници, сътрудници на комуналните служби и градското стопанство, медиците, учителите, журналистите, авиадиспечерите – водени от профсъюза ADEDY.
Страната е почти напълно парализирана: закрити са държавните учреждения и училищата, в медицинските заведения работят само службите за спешна помощ, парализиран е транспорта, отменени са много вътрешни полети.
На 14 октомври 2010 г. работниците от министерството на културата на Гърция, работещи на временни договори, блокират входа към Акропола в Атина. Властите използват силите на полицията. На 21 октомври се състои 24-часова общонационална стачка на работниците от съюза на археолозите на Гърция.
През ноември след победата в местните избори в 8 от 13 региона управляващата партия ПАСОК и заявлението на Георгиос Папандреу за готовността да продължи политиката на строги икономии за реформиране на икономиката при поддръжката на болшинството от населението на Гърция започва нова вълна от стачки.
На 23 ноември 2010 г. 24-часова стачка провеждат гръцките моряци, отменяйки всички вътрешни рейсове, стачката продължава до 30 ноември, с което значителни загуби понасят жителите на островите. Паралелно на 30 ноември 24-часова стачка обявяват работниците от масмедиите.
На 7 декември 2010 г. за 24 часа спират движението атинските трамваи и автобуси, както и железниците, в результат на което 35 маршрута остават без връзка със столицата. Столичния обществен транспорт не работи на 12 и 13 декември.
На 13 декември 2010 г. Парламентът на Гърция започва слушания на законопроекта за трудовите отношения, кйто предвижда поредно намаляване на работната заплата на работниците от държавния сектор, а също промени в данъчното законодателство, на което работниците от държавния сектор отговарят с48-часова стачка.
До 17 декември продължават стачката работниците от обществения транспорт, в частност, в Атина през този ден не работи целия обществен транспорт. В результат от стачките на 16 декември пострадват 23-ма полицаи. На 15 и 17 декември в знак на солидарност със стачкуващите не работи главната информационна агенция на страната – Атинска новинарска агенция – Македонска новинарска агенция. На 20 декември 2010 г. атинския транспорт продължава стачката втора седмица.

### Протести 2011 г.
В началото на януари 2011 г. стачките продължават, в подкрепа на работниците от обществения транспорт се обявява Коалицията на радикалните леви (ΣΥΡΙΖΑ).
На 16 януари 2011 г. се случват масови безредици в Атина: подпалване на банкови учреждения, щаб-квартирата на партията ПАСОК и офиса на строителна компания. На 19 януари 24-часова стачка провеждат работниците от гражданската авиация, от 19 до 21 януари в продължение на 3 дена е объвена стачка на фармацевтите, която продължава до 31 януари и е продължена до следващата седмица. На 31 януари 24-часова стачка обявяват работниците от Афинското метро, а цяла седмица стачкуват другите транспортни работници.
На 23 февруари 2011 г. се състои първия мащабно организиран протест през годината срещу радикалните икономически ограничения наложени от правителството. Над 30 хиляди демонстранти се събират пред гръцкия парламент в Атина на площад Омония до парка Педион ту Ареос. Стачка обявяват двата най-големи профсъюза в страната GSEE и ADEDY, с около 1,2 млн. члена.
Транспортна стачка парализира градския транспорт в столицата. Над 100 полета към града са отменени. На работа не отиват лекари, данъчни, адвокати, учители, журналисти, шофьори на линейки и шофьорите от градския транспорт организирани от двата водещи синдиката в страната. Собствениците на малки магазинчета се присъединяват към стачката и не отварят магазините си. Представители на движението „Аз не плащам“ блокират пунктовете за заплащане на магистрални такси като осигурят безплатно преминаване на шофьорите. В държавните болници лекарите масово не искат от пациентите такси за медицинските услуги. Поради националната стачка се налага пълно 24-часово информационно затъмнение, включително и върху националната агенция АНА-МПА. Късно вечерта полицията с помощта на гумени палки и сълзотворен газ изтласква протестиращите от площада пред парламента. Демонстрантите отговарят на насилието с хвърляне на камъни по полицията и подпалването на коли. Полицията задържа над 20 демонстранти.
В началото на март 2011 г. акцията „Аз не плащам“ добива огромна популярност: хиляди протестиращи се обявяват против повишаване на цените на билетите в обществения транспорт, както и срещу таксите по автомагистралите. В подкрепа на протестиращите се обяви италианския драматург Дарио Фо с пиесата си „Аз не плащам“.
През май избухва дълговата криза в Гърция.
На 28 юни 2011 г. започва 48-часова всеобща стачка във връзка с предстоящото гласуване на новите икономически мерки в парламента съпровождана от протестни акции.
На 8 септември 2011 г. гръцките таксиметрови шофьори обявяват 24-часова стачка против предвидените реформи в сектора. Стачкуват също лекарите, а учителите и работниците по чистотата са в предстачна готовност.
На 19 октомври 2011 г. е обявена 48-часовата обща стачка във връзка с гласуването в парламента на нов пакет от твърди мерки за икономии. Над 1 000 000 демонстранти влизат в сблъсък с гръцките части за борба с безредиците пред сградата на парламента в Атина. Над 5000 полицаи поддържат реда през този ден в столицата. В Солун демонстрантите са 15 000, около 20 000 в Патра и почти 15 000 на остров Крит. Профсъюзите заплашват с провеждането на най-голямата стачка за периода от последните две години.
На 21 октомври 2011 г. пристанищните работници обявяват нова 48-часова стачка. В протестите участват 150 000 души от цялата страна.
На 25 октомври 2011 г. е обявена 24-часова транспортна стачка, която парализира цяла Гърция. Правителството предвижда съкращението на 30 000 държавни служители и орязване на 40% от заплатите.
На 1 декември 2011 г. е обявена стачка на държавните служители. Парализирана е железопътната мрежа и пристанищата в страната. Затворени са и повечето училища и министерства. Стачката е първата срещу новото правителство на националното единство начело с Лукас Пападимос, съставено на 11 ноември след приемане оставката на кабинета на Георгиос Папандреу на 9 ноември 2011 г., и шестата обща стачка от началото на 2011 г.
На 6 декември 2011 г. над 1500 ученици и студенти участват в шествие в Атина в памет на 15-годишния Алексис Григоропулос убит от полицай на 6 декември 2008 г. Полиция задържа 38 души и арестува 11 души след стълкновенията и хвърлянето на коктейлиМолотов. Ранени са 14 полицаи.
На 14 декември 2011 г. е взривен офиса на гръцкия министър на правосъдието Милтиадис Папайоану.

## Икономическо състояние
Гръцката държава се оказва на прага на банкрут поради невъзможността да ратифицира 300 милиардния дълг. Правителството намалява разходите с 30 милиарда долара за периода 2010 – 2013 г., като условие за получаване на 110 милиардна кредитна помощ от Европейския съюз и МВФ. Заплатите на държавните служители намаляват с 15%, без 13-а и 14-а заплата, увеличаване на пенсионната възраст на 63 г. до 2015 г. Реалните приходи на 70% от държавните служители намаляват с 20 %.
Протестиращите настояват дълговете да се плащат от тези които са ги направили, подразбирайки управляващите, банките и спекулантите на международния пазар. На 13 февруари 2011 г. гръцкото правителсто сключва споразумение с Международния валутен фонд, Европейската комисия и Европейската централна банка за раздържавяване на стойност 50 милиарда евро във вид на публични компании, държавните акции в други компании, както и недвижими имоти. Това споразумение е част от структурната реформа, обхващаща приватизация и реформа на пазара на труда. В рамките на три години Гърция изплаща задължения на стойност 84 млрд. евро по дългосрочни облигации плюс дължимите пари по краткосрочни емисии ДЦК. В такава усложнена икономическа ситуация паралелно започва изплащане и на заемите от ЕС и МВФ в разстояние на 4 – 5 години.
Радикалните настроения в обществото през последните години се свързват с множеството политически скандали провокиращи масово неподчинение на правилата и противопоставяне на властта – особено държавната. Според много експерти Гърция отново достига до ръба на фалита до 2013 г. когато изтича срокът на спасителния пакет. Неизбежно е още по-драматично намаляване на заплатите или дори излизането на Гърция от еврозоната. Само за 2010 г. външния дълг на Гърция нарасна с 41,8 милиарда евро достигайки 340,2 милиарда евро което представлява 149% от БВП на страната. През следващите 5 години Гърция е задължена да изплати 184 милиарда евро външен дълг, което е 54,5% от външния дълг до 2015 година.
В края на февруари 2011 г. се проваля сделката за консолидиране на националния банков капитал посредством обединението на Националната банка на Гърция и частната Алфа Банк, предопределено от нежеланието и неспособността на управляващите да предприемат радикални мерки за реално преодоляване на икономическата криза. Според признания на министъра на заетостта и социалното осигуряване Лука Кацели, правителството не притежава ясно изразена концепция, както и анализ на раздадените социалните помощи. Според гръцките синдикати през 2011 г. 1 милион души остават без работа, а 220 хиляди предприятия се ликвидацират.
Според министерството на финансите едва в края на февруари 2011 г. гръцкото правителство се заема „за първи път да се състави пълна картина на приходите в целия държавен сектор“ в който работят около един милион души. В същото време премиерът Георгиос Папандреу няколко дена след подписване на споразумението с Международния валутен фонд, Европейската комисия и Европейската централна банка заявява, че „Гърция няма да разпродава недвижимо държавно имущество“
Според The European Economic Advisory Group (EEAG) огромният дефицит по текущата сметка е основния проблем на Гърция и „за да се справи с него, страната трябва да напусне еврозоната и да обезцени драхмата“. Според изготвения доклад на организацията Гърция трябва спешно да редуцира външния си дълг, но Георгиос Папандреу още не е узрял за това. Според извършения анализ най-голямата грешка на гръцките правителства от 30 години насам е разточителството.
Особено „след като влиза в еврозоната, гръцките политици престават да са толкова бдителни в усилията си да обуздават правителствените разходи“. През 2009 г. тези разходи са 52% от БВП надминавайки средното ниво в еврозоната. Най-големия дял от извършения социален трансфер е при пенсиите следван от заплатите в публичния сектор. За периода 1976 – 2010 г. те са се увеличили три пъти, докато в същия период увеличението на наетите в частния сектор е едва 24% (от 2,95 милиона достига 3,66 милиона). Публичния сектор е канала ползван от политическите партии в Гърция да печелят гласоподаватели, представлявайки „преразпределително“ средство в периоди на висока безработица. Хроничния бюджетен дефицит свързан с щедрото харчене и слабата данъчна политика увеличава външния дълг от 20% през 1975 г. до 100% през 1994 г. и 127% през 2009 г.